# Saint-Aubin-du-Cormier
Saint-Aubin-du-Cormier (bretonisch: Sant-Albin-an-Hiliber; Gallo: Grand'Saent Aubin) ist eine französische Gemeinde mit 4.145 Einwohnern (Stand: 1. Januar 2022) im Département Ille-et-Vilaine in der Region Bretagne. Die Gemeinde gehört zum Arrondissement Rennes und zum Kanton Fougères-1. Die Einwohner werden Saint-Aubinais genannt.

## Geographie
Die Gemeinde liegt etwa 30 Kilometer nordöstlich von Rennes und etwa 50 Kilometer südlich vom Mont Saint-Michel. Umgeben wird Saint-Aubin-du-Cormier von den Nachbargemeinden 
- Rives-du-Couesnon mit Mézières-sur-Couesnon und Saint-Jean-sur-Couesnon im Norden und Saint-Georges-de-Chesné im Nordosten,
- Mecé im Osten und Südosten,
- Livré-sur-Changeon im Südosten,
- Liffré im Süden und Südwesten,
- Gosné und Ercé-près-Liffré im Südwesten,
- Gahard im Westen und Nordwesten.

Durch die Gemeinde führen die Autoroute A84 sowie die früheren Routes nationales 12 (heutige D812) und 794 (heutige D794).

## Geschichte
1488 kam es hier während des guerre folle zur Schlacht zwischen den Truppen des Königs von Frankreich und des Herzogtums der Bretagne. Obwohl der Herzog der Bretagne von seinen Verbündeten England, Aragon und Kastilien-León unterstützt wurde, markierte der Sieg der königlichen Truppen den Untergang der Bretagne als eigenständiges Herzogtum und die weitere Ausdehnung des französischen Königreichs nach Westen.

### Bevölkerungsentwicklung
| 1962 | 1968 | 1975 | 1982 | 1990 | 1999 | 2006 | 2011 |
| ---- | ---- | ---- | ---- | ---- | ---- | ---- | ---- |
| 1798 | 1714 | 1776 | 2235 | 2040 | 2746 | 3523 | 3547 |

## Sehenswürdigkeiten
Siehe auch: Liste der Monuments historiques in Saint-Aubin-du-Cormier

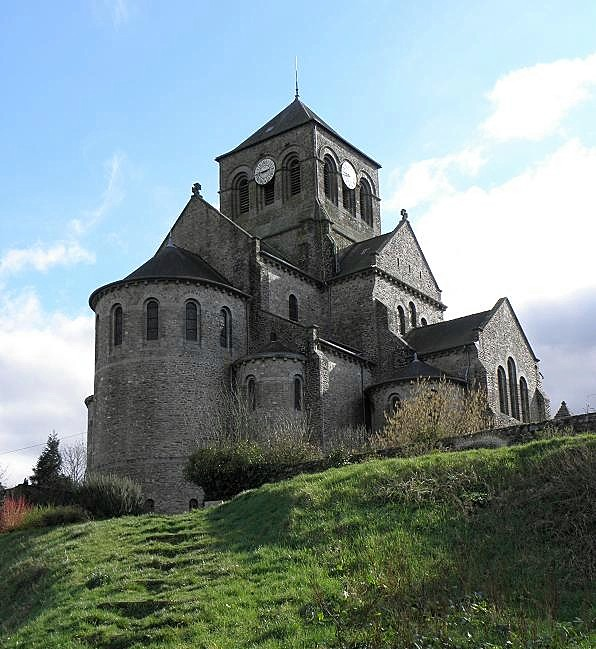
Kirche Saint-Aubin

- neoromanische Kirche Saint-Aubin (1899 bis 1902 erbaut)
- Schloss Saint-Aubin, im 13. Jahrhundert errichtet, weitgehend nur noch Ruinen erhalten, Monument historique
- Les Roches Piquées zwölf Menhire im Wald von Haute-Sève, fünf als Monument historique
- zahlreiche alte Häuser, insbesondere die Herrenhäuser Bourg-aux-Loups, La Mottaye und La Bellangerie

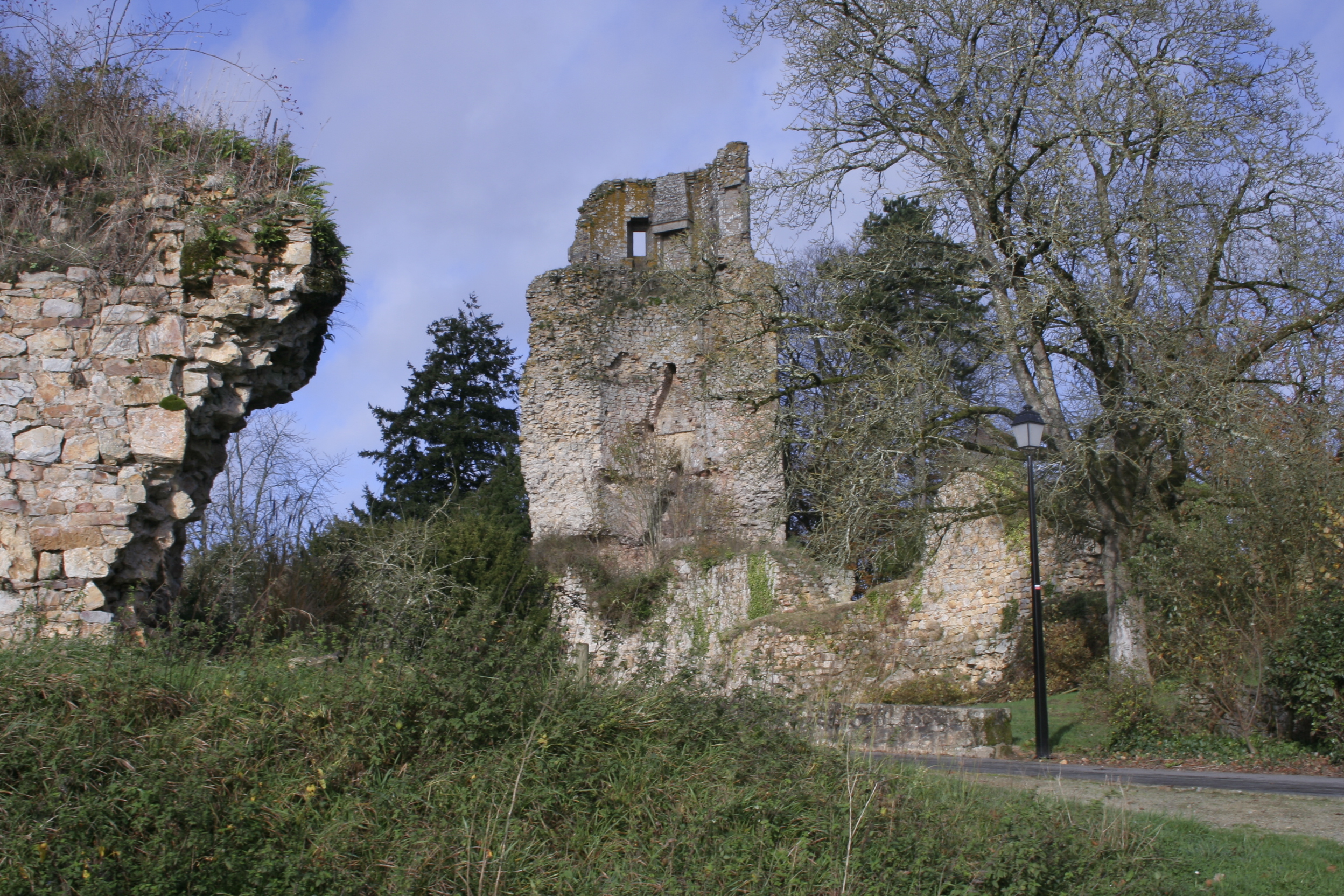
Reste der alten Schloss- bzw. Burganlage

## Gemeindepartnerschaften
Mit der britischen Gemeinde Richmond in (North) Yorkshire (England) besteht eine Partnerschaft.

## Persönlichkeiten
- Thomas James († 1504), Bischof von Saint-Pol-de-Léon (1478–1482) und Dol-de-Bretagne (1482–1504)
- Célestin Lainé (1908–1983), Vertreter des bretonischen Autonomismus und Kollaborateur mit der deutschen Besatzung